# Edessaikos FC
El Edessaikos FC (en griego: Εδεσσαϊκός) es un equipo de fútbol de Grecia que juega en la Gamma Ethniki.

## Historia
Fue fundado en el año 1959 en la ciudad de Edessa tras la fisión de los equipos locales Aris, Ethnikos e Iraklis , justo el mismo año en el que la Superliga de Grecia nació.
Fue uno de los equipos fundadores de la Asociación de Fútbol de Pella en 1971;  y durante la década de los años 1990s militó en la superliga de Grecia, en la cual ha disputado más de 170 partidos, aunque la mitad de ellos han sido derrotas.
Su principal logro ha sido ganar la desaparecida Copa de los Balcanes en 1993.

## Palmarés
- Copa de los Balcanes: 1

1993